# Manastir Krka
Manastir Krka je današnji manastir Srpske pravoslavne crkve, koji se nalazi u dolini rijeke Krke, tri i pol kilometra istočno od naselja Kistanja, u širokoj dragi znanoj pod imenom Carigradska draga. Prema arheološkim nalazima možemo ga datirati u kasno srednovjekovlje, a njegov prvi pisani spomen datira iz druge polovice 16. stoljeća, Uz manastire Krupu i Dragović, Krka je najveći i najpoznatiji pravoslavni manastir u Hrvatskoj. Manastir je upisan u Registar kulturnih dobara Republike Hrvatske kao zaštićeno kulturno dobro pod rednim brojem Z-7686.
Od 2012. iguman manastira je arhimandrit Nikodim Kosović.

## Povijest
Prostor manastira Krka je slojeviti arheološki lokalitet s kontinuitetom od antičkog doba do danas. 
Pitanje nastanka manastira Krka još uvijek nije dovoljno rasvijetljeno. Sačuvani i poznati povijesni izvori koji spominju ovaj manastir potječu tek iz druge polovice 16. stoljeća. Iz arheoloških ostataka nastanak samostana možemo datirati u kasno srednjovjekovlje, a čine ih donji dijelovi zidova natreksa. Gotički elementi pronađeni prilikom obnove crkve imaju identično oblikovanje kao oni pronađeni na ostatcima crkve sv. Marije i franjevačkog samostana s Bribirske glavice. S obzirom na to da su bribirski knezovi Šubići zaslužni za izgradnju, opremanje i održavanje crkve sv. Marije, koja je ujedno bila i njihov obiteljski mauzolej, razumna je pretpostavka da su Šubići povezani s izgradnjom crkve na Krki. Ostatak crkve koji uključuje bačvasti svod natreksa, brod crkve s kupolom i oltar izgrađen je u drugoj polovici 16. stoljeća. Izgradnja današnjih manastirskih zgrada započela je u drugoj polovici 16. stoljeća. Zvonik u romaničkom stilu izgrađen je krajem 18. stoljeća.
Neki autori, poput dr. Marka Japundžića, iznose pretpostavku da je manastir Krka izvorno nastao kao katolički samostan.
U srpskoj historiografiji i publicistici raširena je teza da je manastir 1350. godine sagradila Jelena Šubić, sestra cara Dušana, a dograđen je 1402. godine. Ovu tezu je u historiografiju uveo 1901. godine Nikodim Milaš u knjizi Pravoslavna Dalmacija. Milaš se u svojoj knjizi poziva na podatke iz navodno napisanog, ali kasnije izgubljenog Končarevićevog "Ljetopisa građanskih i crkvenih događaja" s opisom srpske i pravoslavne povijesti u Dalmaciji do 1754. Ne postoje nikakvi dokazi da je taj Ljetopis ikad napisan.
Iznad glavnog ulaza u manastir nalazi se kamena ploča s natpisom iz navodno 1402. godine. Natpis je vidno krivotvoren. Pretpostavlja se da je ploča izvorno postavljena u crkvi i poslije prenesena iznad glavnog ulaza, na najuočljivije mjesto. Taj čin je navodno izvršio arhimandrit Jerotej Kovačević 1859. godine, čemu je prisustvovalo više ljudi. Otkako je postavljen na to mjesto, kameni natpis postaje znan. Pošto je autentičnost napisa bila sumnjiva, dr Luka Jelić je pozvao da se natpisi svih manastira u Dalmaciji sustavno ispitaju. Njegov poziv nije bio prihvaćen. Vladika Nikodim Milaš burno je reagirao, te je kao reakciju napisao knjigu »Pravoslavna Dalmacija«. Knjiga je napisana uz potpunu odsutnost znanstvenih metoda i uz zlonamjerno i politički promišljeno iskrivljavanje povijesnih činjenica. U knjizi, uz ogromnu količinu laži, uvreda i besmislica Milaš navodi i godinu 1402. kao godinu obnove/dogradnje manastira. Srpski povjesničari koji su ukazali na falsifikat su Milenko Pekić, Dušan Berić i Milan Radeka, čije su procjene datirale starost natpisa za cijela tri stoljeća kasnije. Arapskim brojevima ispisana 1402. godina u donjem desnom kutu posljednjeg reda ne odgovara ostatku teksta ni vremenu predmetne obnove, već je uklesana naknadno na mjestu izvorne za koju svi relevantni istraživači smatraju da je 1702. godina. Obje osobe koje se spominju u natpisu su povijesno poznate i njihovo djelovanje datira između kraja 17. i početka 18. stoljeća. Eparhija dalmatinska u svom "Shematizmu" od 1873. do 1903. godine piše u svakom izdanju sve do 1890. g. da "se ne zna kad je i od koga manastir osnovan, nikakvih istoričkih podataka nema". Godine od 1890. pa do 1903. g. se ukazuje da se pogledaju ranija izdanja.
Najstarija godina koja spominje pravoslavne redovnike u krčkom samostanu jest 25. kolovoza 1648. koja je spomenuta u terminaciji 20. studenoga 1649. Tim dokumentom generalni providur, dozvolom zadarskog nadbiskupa daje kaluđerima sv. Arhangjela katoličku crkvu Bl. Gospe Maslinske pod Zadrom na privremenu upotrebu.

## Riznica
Manastir Krka ima bogatu povijest koja se proteže kroz mnoga stoljeća, tijekom kojih je njegova riznica postala sve bogatija. U nju su stizale neprocjenjive dragocjenosti ne samo iz krajeva u kojima su živjeli Srbi, već i iz Jeruzalema, Svete Gore, Venecije i carske Rusije. Spomenimo samo epitrahilj svetog Save i Oktoih Božidara Vukovića. Tu su također knjige Vuka Stefanovića Karadžića i Dositeja Obradovića, s njihovim posvetama manastiru Krki. Dodatno, u manastirskoj crkvi čuvaju se fragmenti moštiju nekoliko svetitelja, uključujući svetog Trifuna, svetog Nikolu, svetog Antipu, svetog Haralampija, svetog Vlasija i mnoge druge.

## Vanjske poveznice
|  | Zajednički poslužitelj ima još gradiva o temi Manastir Krka |

- Samostanske stranice
- Mato Marčinko, Pravoslavni manastir sv. Arhanđela Mihaila na rijeci Krki sagrađen je na temeljima katoličkoga samostana, Vjesnik, 19. kolovoza 1999. (u međumrežnoj pismohrani archive.org 19. ožujka 2009.)